# 木村達雄
木村 達雄（きむら たつお、1947年 - ）は、日本の数学者、武道家。筑波大学名誉教授。理学博士。大東流合気武術十元。東京都出身。

## 略歴
私立武蔵高校卒業。
東京大学理学部数学科卒業。
同大学院修士課程修了。
名古屋大学助手、プリンストン高等学術研究所研究員、グルノーブル大学（フランス）、マンハイム大学（ドイツ）、ジョンズ・ホプキンス大学（アメリカ）各客員助教授などを歴任。
佐藤幹夫が創始した概均質ベクトル空間の理論、とくに既約概均質ベクトル空間の分類など、主として分類理論を研究した。

## 武道家
武道家でもあり、剣道三段、合気道五段、大東流合気武術奧伝四段（第十元直伝講習終了）。武道家佐川幸義（大東流合気武術宗範）の直弟子であり、その書は多くの武道・格闘技愛好者に読まれている。

## 著書

### 数学
- 『明解 線形代数』（竹内光弘・宮本雅彦・森田純との共著）日本評論社、2015年3月（改訂版）、ISBN 978-4-535-78591-5
- 『概均質ベクトル空間』 岩波書店、1998年12月、ISBN 978-4000051866
- 『代数の魅力』（竹内光弘・宮本雅彦・森田純との共著）数学書房、ISBN 978-4903342115
- 『代数解析学の基礎』（柏原正樹・河合隆裕との共著）紀伊國屋書店、1980年4月、ISBN 978-4314701211
- 木村達雄編 編『佐藤幹夫の数学（増補版）』日本評論社、2014年9月。ISBN 978-4-535-78587-8。
- 『円分体の代数的類数公式』上智大学数学講究録 22、1985年9月
- Foundations of Algebraic Analysis (with M. Kashiwara and T. Kawai), Princeton University Press, ISBN 0-691-08413-0
- Introduction to Prehomogeneous Vector Spaces, TMM 215, American Mathematical Society

### 武道
- 『透明な力-不世出の武術家 佐川幸義-』講談社、1995年3月、ISBN 4-06-207077-4
- 『改訂新版 合気修得への道－佐川幸義先生に就いた二十年』どう出版、2024年5月27日、ISBN978-4-910001-43-2
- Transparent Power -The Extraordinary Martial Artist Yukiyoshi Sagawa, MAAT Press, USA, ISBN 978-1-893447-10-3
- DAITORYU - 20 ans aupres de Maitre Sagawa, BUDO Editions, France, ISBN 978-2-84617-235-6